# باریک‌باله‌داران
باریک‌باله‌داران (نام علمی: Stenopterygii) نام یک فراراسته از فرورده پیوسته‌استخوانان است.